# 普里斯卡爾縣

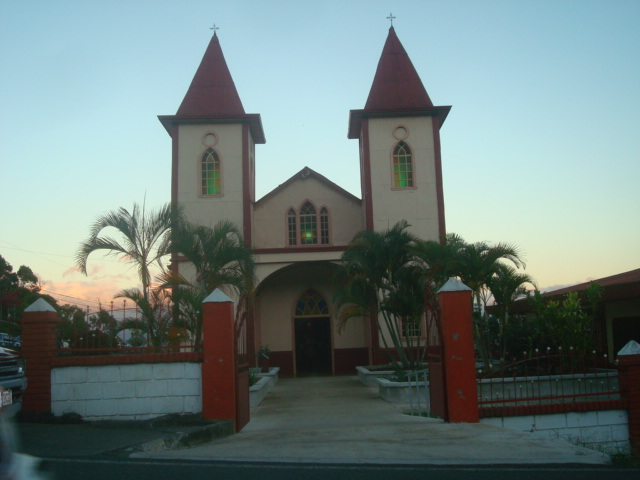

普里斯卡爾縣（西班牙語：Cantón de Puriscal），是哥斯達黎加的縣份，位於該國中部，由聖何塞省負責管轄，首府設於聖地牙哥德普里斯卡爾，始建於1868年8月7日，面積553.66平方公里，2011年人口33,004人，人口密度每平方公里59.61人。
9°44′4″N 84°22′27″W / 9.73444°N 84.37417°W